# 維費特·賓曹
維費特·安迪鍚辛尼·賓曹（Wilfred Ndzedzeni Bamnjo，1980年3月27日—），生於喀麥隆雅溫得，已退役喀麥隆足球運動員，司職防守中場。

## 球員生涯
賓曹生於喀麥隆雅溫得。他於2003年來港發展足球事業，加盟剛升班的甲組球會傑志，並於11月16月對福建的聯賽取得加盟後的首個入球，協助傑志以3–1勝出，直到球季完結後離港，轉會印尼超級聯賽球會斯里維加亞。
他於2005年夏季重返傑志，更於12月11日的決賽射入奠定勝局的入球，協助傑志以4–3擊敗愉園，奪得41年來首個聯賽盃冠軍，而他於該季再協助傑志奪得高級組銀牌冠軍，可是他於2007年7月21日在沒有傑志許可下缺席操練，試圖到印尼球會佩斯高達。至10月他回到傑志，並被禁止比賽，至2008年球季結束後，未獲傑志續約的他加盟甲組球會晨曦。而到2009/10年球季結束後，他原本遭球會放棄，但後來獲得重新考慮留用，到2011年夏天轉會甲組地區球會屯門，擔任球員兼助教。至2011/12球季結束後未獲續約，使他於2012年9月加盟甲組球會流浪。到2013年6月轉會升班馬愉園，可是該季有愉園球員涉嫌打假波，結果愉園被香港足總暫停餘下賽事，而賓曹就回復自由身離隊。

## 國際賽生涯
賓曹於2007年2月首度獲香港聯賽選手隊徵召，參與賀歲盃，可是港聯於首場便比互射十二碼不敵牙買加國家奧運隊，其後再於季軍戰同樣比互射十二碼落敗予澳洲國家奧運隊。直到2011年賓曹於香港連續居港滿7年後轉為以本地球員身份註冊本地賽事，惟還未持有香港特區護照的他不能以香港球員身份出戰國際賽或亞洲球會級賽事。可是他遲遲都未獲發香港特區護照不能入選香港代表隊。

## 外部連結
- 香港足球總會網頁球員註冊資料 （页面存档备份，存于）